# International Chemical Identifier
International Chemical Identifier (notat InChI) este un identificator pentru substanțe chimice, utilizat pentru a oferi o metodă standard de codificare a informației moleculare și pentru a facilita căutarea informațiilor legate de compuși în baze de date și pe web. De la inițierea în anul 2000 și până în 2005, InChI a fost dezvoltat de către Uniunea Internațională de Chimie Pură și Aplicată (IUPAC) și Institutul Național de Standarde și Tehnologie (NIST), iar până la versiunea 1.04 software-ul a fost disponibil gratuit sub licență LGPL.

## Exemple
| CH3CH2OH etanol | InChI=1/C2H6O/c1-2-3/h3H,2H2,1H3 InChI=1S/C2H6O/c1-2-3/h3H,2H2,1H3 (InChI standard)                                                                                      |
| acid L-ascorbic | InChI=1/C6H8O6/c7-1-2(8)5-3(9)4(10)6(11)12-5/h2,5,7-10H,1H2/t2-,5+/m0/s1 InChI=1S/C6H8O6/c7-1-2(8)5-3(9)4(10)6(11)12-5/h2,5,7-8,10-11H,1H2/t2-,5+/m0/s1 (InChI standard) |